# Holconia nigrigularis
Holconia nigrigularis là một loài nhện trong họ Sparassidae.
Loài này thuộc chi Holconia. Holconia nigrigularis được Eugène Simon miêu tả năm 1908.